# کیرای‌هدیش
کیرای‌هِدیش (به مجاری:  Királyhegyes) یک منطقهٔ مسکونی در مجارستان است که در ناحیه ماکو واقع شده‌است. کیرالیهگیش ۲۹٫۸۰ کیلومتر مربع مساحت و ۶۲۶ نفر جمعیت دارد.